# Isla Duque de York
L'isla Duque de York è un'isola del Cile meridionale nell'oceano Pacifico. Appartiene alla regione di Magellano e dell'Antartide Cilena, alla provincia di Última Esperanza e al comune di Natales. L'isola fa parte dell'arcipelago Madre de Dios.

## Geografia
Duque de York ha una forma vagamente triangolare con insenature e fiordi sui lati est e ovest; a nord il canale Oeste la separa dall'isola Madre de Dios e dalle altre isole dell'arcipelago, a est si affaccia sul canale Concepción, mentre il lato occidentale si affaccia sul Pacifico. La superficie dell'isola di 522 km² la rende la 27ª isola più grande del Cile. Ha uno sviluppo costiero di 320,8 km e misura 20 miglia di lunghezza per 16 nel punto di massima larghezza.